# Grand-Prix Triberg-Schwarzwald 2005
Il Grand-Prix Triberg-Schwarzwald 2005, terza edizione della corsa, valido come prova di classe 1.1 del circuito UCI Europe Tour 2006, fu disputato il 4 giugno 2005 su un percorso di 162,4 km. Fu vinto dal tedesco Fabian Wegmann, al traguardo con il tempo di 4h19'25" alla media di 37,561 km/h.
Alla partenza erano presenti 114 ciclisti, dei quali 32 portarono a termine il percorso.

## Ordine d'arrivo (Top 10)
| Pos. | Corridore           | Squadra        | Tempo    |
| ---- | ------------------- | -------------- | -------- |
| 1    | Fabian Wegmann      | Gerolsteiner   | 4h19'25" |
| 2    | Fortunato Baliani   | Cer. Panaria   | a 50"    |
| 3    | Jörg Ludewig        | Domina Vac.    | a 1'01"  |
| 4    | Mitja Mahorič       | Perutnina Ptuj | a 1'06"  |
| 5    | Jan Ullrich         | T-Mobile Team  | a 3'42"  |
| 6    | Björn Glasner       | Team Lamonta   | s.t.     |
| 7    | Tomislav Dančulović | Perutnina Ptuj | s.t.     |
| 8    | John Gadret         | Jartazi-Revor  | s.t.     |
| 9    | Alessandro Vanotti  | Domina Vac.    | s.t.     |
| 10   | René Weissinger     | Volksbank      | s.t.     |